# 闭花兔儿风
闭花兔儿风（学名：Ainsliaea cleistogama）是菊科兔儿风属的植物，是中国的特有植物。分布于中国大陆的广东等地，生长于海拔700米的地区，多生在荫湿的山坡上，目前尚未由人工引种栽培。